# Джон Плейфеър
Джон Плейфеър (на английски: John Playfair; 10 март 1748 – 20 юли 1819) е шотландски математик, географ, геоморфолог, професор по математика в Единбургския университет.
Плейфеър е известен преди всичко с работите си по геометрия. Той публикува много популярно за своето време издание за работите на Евклид с коментари. През 1795 дава своя, алтернативна формулировка на паралелността на Евклид, която получава названието „аксиома на паралелността на Плейфеър“. Той е първия математик, който започва преподаване на съвременен математически анализ във Великобритания.
В периода 1774 – 1788 заедно с Джеймс Хътън извършва първите геоморфоложки изследвания във Великобритания, като обръща особено внимание на действието на течащата вода за формирането на релефа. Изследва главно възвишението Ламермур Хилс (533 м, югоизточно от Единбург), а на север – простиращите се близо до 57° с.ш. почти на 250 км високите Грампианските планини (връх Бен Невис, 1343 м, най-високата точка на Великобритания). След това двамата се спускат на юг в Англия, като изследват Пенинските планини (дължина – около 215 км, височина – до 893 м) и Камбрийските планини (1085 м) в Уелс.
През 1795 Хътън публикува труда си „Теория за образуването на Земята с доказателства и илюстрации“, която става основа на съвременните геоложки схващания. Написана с тежък език, работата би била незабелязана, ако не бил Плейфеър. След смъртта на Хътън той през 1802 издава класическия труд „Илюстрации към теорията за Земята на Хътън“. Тази работа, написана елегантно и логично донася световна слава и на двамата. Тя съдържа не само точно изложение на важните принципи от системата на Хътън, където много от въпросите са бегло разгледани в книгата на Хътън, а в неговата книга получават първото солидно научно обосноваване. С множество примери аргументира своя извод за възникването на долините и езерата благодарение на действието на течащата вода. Той първи обръща внимание на ледниците като приносители на огромни ератични скали и валуни. В Шотландия Плейфеър първи обработва отметките на приливите и отливите и описва старите брегови линии, като вярно ги обяснява с бавното издигане на сушата.
От 1807 г. е член на Кралското научно дружество.
Неговото име носят кратери на Луната и Марс, както и откритият през 1967 година в Канада минерал плейфеърит.